# Saison 3 de Candice Renoir
Chronologie
Saison 2 Saison 4
Cet article présente les épisodes de la troisième saison de la série télévisée française Candice Renoir.

## Distribution

### Famille Renoir
- Cécile Bois : Commandant Candice Renoir
- Clara Antoons : Emma Renoir (fille, ainée des enfants)
- Étienne Martinelli : Jules Renoir (ainé des garçons, cadet des enfants)
- Paul Ruscher : Martin Renoir (l'un des jumeaux)
- Alexandre Ruscher : Léo Renoir (l'autre jumeau)
- Arnaud Giovaninetti : Laurent Renoir, l'ex-mari de Candice (épisode 7)

### Le commissariat
- Raphaël Lenglet : Capitaine Antoine Dumas (de l'Estang)
- Gaya Verneuil : Lieutenant Chrystelle Da Silva
- Delphine Rich : Aline Jego, responsable de l'I.J. (épisodes 1 à 3 et 5 à 10)
- Samira Lachhab : Commissaire Yasmine Attia
- Stéphane Blancafort : Commandant David Canovas, de la BRI
- Mhamed Arezki : Brigadier Jean-Baptiste Medjaoui (épisodes 1 et 4)
- Philippe Duquesne : Brigadier Albert Maruvel (épisodes 5 à 7)
- Ali Marhyar : Brigadier Mehdi Badhou (épisodes 8 à 10)

## Liste des épisodes

### Épisode 1:Mieux vaut l'abondance que le besoin
- Suisse : 28 mars 2015 sur RTS Un
- Belgique : 2 mai 2015 sur La Une
- France : 15 mai 2015 sur France 2

- Belgique : 236 000 téléspectateurs (15,4 % de part d'audience)[1] (première diffusion)
- France : 4,54 millions de téléspectateurs (18,9 % de part d'audience)[2] (première diffusion)

- Murielle Huet des Aunay : Camille
- Morgan-Lloyd Sicard : Moïse
- Jérôme Bertin : Étienne Brisset
- Quentin Faure : Milo
- Clara Camblor : Susana
- Raynaldo Delattre : Matisse
- Éric Poulain : Daniel Moreau
- Fred Tournaire : Albert, patron du Cuba Libre
- Claude Djian : Jeff, le SDF
- Sébastien Portier : Pierre Dumas de l'Estang
- Laurence Dubard de Gaillarbois : Psychologue d'Antoine
- Ferdinand Fortes : Sami
- Mathieu Lane Maby : Daniel Langlois

### Épisode 2:Qui aime bien, châtie bien
- Suisse : 28 mars 2015 sur RTS Un
- Belgique : 2 mai 2015 sur La Une
- France : 15 mai 2015 sur France 2

- Belgique : 203 000 téléspectateurs (14,1 %)[1] (première diffusion)
- France : 4,20 millions de téléspectateurs (18,5 %)[2] (première diffusion)

- Yvan Le Bolloc'h : Rodolphe Becker
- Louis Dussol : Hugo Becker
- Vanessa Liautey : Marion Vergano
- Stéphanie Marc : France Lachenay
- Delphine Benja : Juliette Kohler
- Maëlle Mietton : Mathilde Couldray
- Ernaut Vivien : Avocat d'Hugo
- Elsa Agnes : Cynthia
- Stéphane Roux (en) : Kamel
- Guillaume Beylard : Maton
- Nicolas Vallet : Benoit
- Mathieu Lane Maby : Daniel Langlois

### Épisode 3:Qui se repent, se punit soi-même
- Suisse : 4 avril 2015 sur RTS Un
- Belgique : 9 mai 2015 sur La Une
- France : 22 mai 2015 sur France 2

- Belgique : 187 000 téléspectateurs (12,6 %)[3] (première diffusion)
- France : 4,56 millions de téléspectateurs (19,1 %)[4] (première diffusion)

- Christiane Millet : Isaure de l'Estang
- Sébastien Portier : Pierre Dumas de l'Estang
- Marie Berto : Louise
- Manda Toure : Samantha
- Didier Mahieu : Edmond Lacombe
- Caroline Puyet : Secrétaire d'Isaure
- Daniel Carraz : Patron de Bar
- Antoine Laurent : Jan
- Yoann Denaive : Thomas Hérédia
- Ferdinand Fortes : Sami
- Oscar Valero : Lucas
- Michel Moutardier : Michel

### Épisode 4:Les absents ont toujours tort
- Suisse : 4 avril 2015 sur RTS Un
- Belgique : 9 mai 2015 sur La Une
- France : 22 mai 2015 sur France 2

- Belgique : 179 000 téléspectateurs (12,1 %)[3] (première diffusion)
- France : 4,36 millions de téléspectateurs (18,6 %)[4] (première diffusion)

- Guillaume Faure : Phil
- Muranyi Kovacs : Myriam Delessert
- Nicolas Jouhet : Pierre Fabregues
- Fabrice Lebert : Christian
- David Faure : Claude Feuillant
- Moni Grégo : Clémence
- Mohamed Bounay : Kader
- Guillaume Costanza : Seh
- Kevin Bourges : Paul
- Farid Bendali : M. Zahid
- Caroline Cano : Passagère Corinne
- Abdelkader Laslah : Passager Ahmed
- Pascale Dubois : Pharmacienne

### Épisode 5:Si ce n'est toi c'est donc ton frère
- Suisse : 11 avril 2015 sur RTS Un
- Belgique : 16 mai 2015 sur La Une
- France : 29 mai 2015 sur France 2

- Belgique : 236 000 téléspectateurs (14,8 %)[5] (première diffusion)
- France : 4,63 millions de téléspectateurs (19,8 %)[6] (première diffusion)

- Nicolas Vallet : Benoit
- Yoann Denaive : Thomas Heredia
- Marie-Christine Jeanney : Simone Tarafino
- Xavier Mathieu : Alain Flament
- Benoit Giros : Mathieu Scavi
- Olivia Forest : Élodie Scavi
- Marceau Chappey : Ethan Legrand
- Louison Chappey  : Yanis Legrand
- Marcel Camilleri : Richard Privat
- Clara Guipont. : Romane Privat
- Myriam Bourguignon : Anna Heredia
- Frédéric Michelet : Eugène
- Vincent Leenhardt : François
- Sam Olivier : Journaliste
- Fabrice Raspati : Directeur BRI
- Mike Reilles : Éboueur

### Épisode 6:Il faut laver son linge sale en famille
- Suisse : 11 avril 2015 sur RTS Un
- Belgique : 16 mai 2015 sur La Une
- France : 29 mai 2015 sur France 2

- Belgique : 231 000 téléspectateurs (15,1 %)[5] (première diffusion)
- France : 4,46 millions de téléspectateurs (19,8 %)[6] (première diffusion)

- Lilly-Fleur Pointeaux : Jennifer
- David Ayala : Stéphane
- Charlotte Maury-Sentier : Jacqueline Lefol
- Vincent Ozanon : Jean-Marc Lefol
- Nicolas Vallet : Benoit
- Nicolas Gob : Fred
- Raphael Bianchin : Chef USP
- Jean-Baptiste Epiard : Chef SRT
- Hicham Dsouli : Réparateur machine à laver

### Épisode 7:Charité bien ordonnée commence par soi-même
- Suisse : 18 avril 2015 sur RTS Un
- Belgique : 30 mai 2015 sur La Une
- France : 5 juin 2015 sur France 2

- France : 4,43 millions de téléspectateurs (19,7 %)[7] (première diffusion)

- Sophie de La Rochefoucauld : Sarah Le Marchant
- Jean-Charles Chagachbanian : Marc Gilardi
- Yoann Denaive : Thomas Heredia
- Lilly-Fleur Pointeaux : Jennifer
- Oscar Valero : Lucas
- Jade Amoussou : Marion
- Youri Picard : Lulu
- Capucine Ducastelle : Maman de Lulu
- Eve Peyrieux : Nadia
- Marie Claire Durand : Emilie Lafarge
- Jean-Marc Lacaze : Père de Marion
- Alicia Le Breton : Mère 1
- Norah Cassagnabere : Capucine

### Épisode 8:La colère est aveugle
- Suisse : 18 avril 2015 sur RTS Un
- Belgique : 30 mai 2015 sur La Une
- France : 5 juin 2015 sur France 2

- France : 4,39 millions de téléspectateurs (20,1 %)[7] (première diffusion)

- Antoine Hamel : Fabrice Noca
- Lan Qiu : Kim Wang
- Émilie Aubertot : Karine Noca
- Sandrine Barciet : Maryse Vignon
- Mathias Labelle : Christophe Rousseau
- Collin Hill : Hugo Cazalis
- Camille Soulerin : Anne Cazalis
- Christelle Golovine : Interne urgences
- Bénédicte Engelibert : Secrétaire urgences

### Épisode 9:Tout homme ressemble à sa douleur
- Suisse : 25 avril 2015 sur RTS Un
- Belgique : 6 juin 2015 sur La Une
- France : 12 juin 2015 sur France 2

- Belgique : 239 000 téléspectateurs (17,5 %)[8] (première diffusion)
- France : 4,35 millions de téléspectateurs (18,6 %)[9] (première diffusion)

- Nathalie Boutefeu : Commandant Leclerc
- Myriam Bourguignon : Anna Heredia
- José Da Silva : Carlos Da Silva
- Yvette Caldas : Bénédita Da Silva
- Robin Causse : Gabin
- Marc Baylet Delperier : Mathieu Clavel
- Olivier Cabassut : Lieutenant Marquez

### Épisode 10:Les apparences sont souvent trompeuses
- Suisse : 25 avril 2015 sur RTS Un
- Belgique : 6 juin 2015 sur La Une
- France : 19 juin 2015 sur France 2

- Belgique : 213 000 téléspectateurs (15 %)[8] (première diffusion)
- France : 4,25 millions de téléspectateurs (18,9 %)[10] (première diffusion)

- Emmanuel Suarez : Tom Garcia
- Hélène Pequin : Johanna Malzac
- Dominique Guillo : Pierre Berard
- Florent Dupuis : Vincent Granec
- Alain Cauchi : Daniel Garcia
- Céline Le Pape : Nadine Garcia
- Sandrine Le Metayer : Dame Fédérartion Danse